# Raymond Lockwood
Raymond Charles "Ray" Lockwood (* 12. Dezember 1928 in London; † 31. Dezember 2009 in Toronto, Kanada) war ein britischer Eiskunstläufer, der im Paarlauf und im Eistanz startete.
Zunächst trat Lockwood im Paarlauf an der Seite von Peri Horne an. Mit ihr belegte er 1952 bei der Europameisterschaft den fünften Platz, bei der Weltmeisterschaft den zehnten Platz und bei den Olympischen Spielen den elften Platz. 1953 wurden sie bei der Weltmeisterschaft Fünfte. Danach wechselte er zum Eistanz.
Lockwoods Eistanzpartnerin war Barbara Radford. Mit ihr zusammen gewann er bei den Europameisterschaften 1954 und 1955 die Bronzemedaille. Ihr größter Erfolg war der Bronzemedaillengewinn bei der Weltmeisterschaft 1955 in Wien hinter ihren Landsleuten Jean Westwood und Lawrence Demmy sowie Pamela Weight und Paul Thomas.

## Ergebnisse
(1952 und 1953 im Paarlauf mit Peri Horne, 1954 und 1955 im Eistanz mit Barbara Radford)
| Wettbewerb / Jahr       | 1952 | 1953 | 1954 | 1955 |
| ----------------------- | ---- | ---- | ---- | ---- |
| Olympische Winterspiele | 11.  |      |      |      |
| Weltmeisterschaften     | 10.  | 5.   | 4.   | 3.   |
| Europameisterschaften   | 5.   |      | 3.   | 3.   |